# Ternstroemia gymnanthera
Ternstroemia gymnanthera är en tvåhjärtbladig växtart som först beskrevs av Robert Wight och Arn., och fick sitt nu gällande namn av Thomas Archibald Sprague. Ternstroemia gymnanthera ingår i släktet Ternstroemia och familjen Pentaphylacaceae. Utöver nominatformen finns också underarten T. g. wightii.

## Bildgalleri

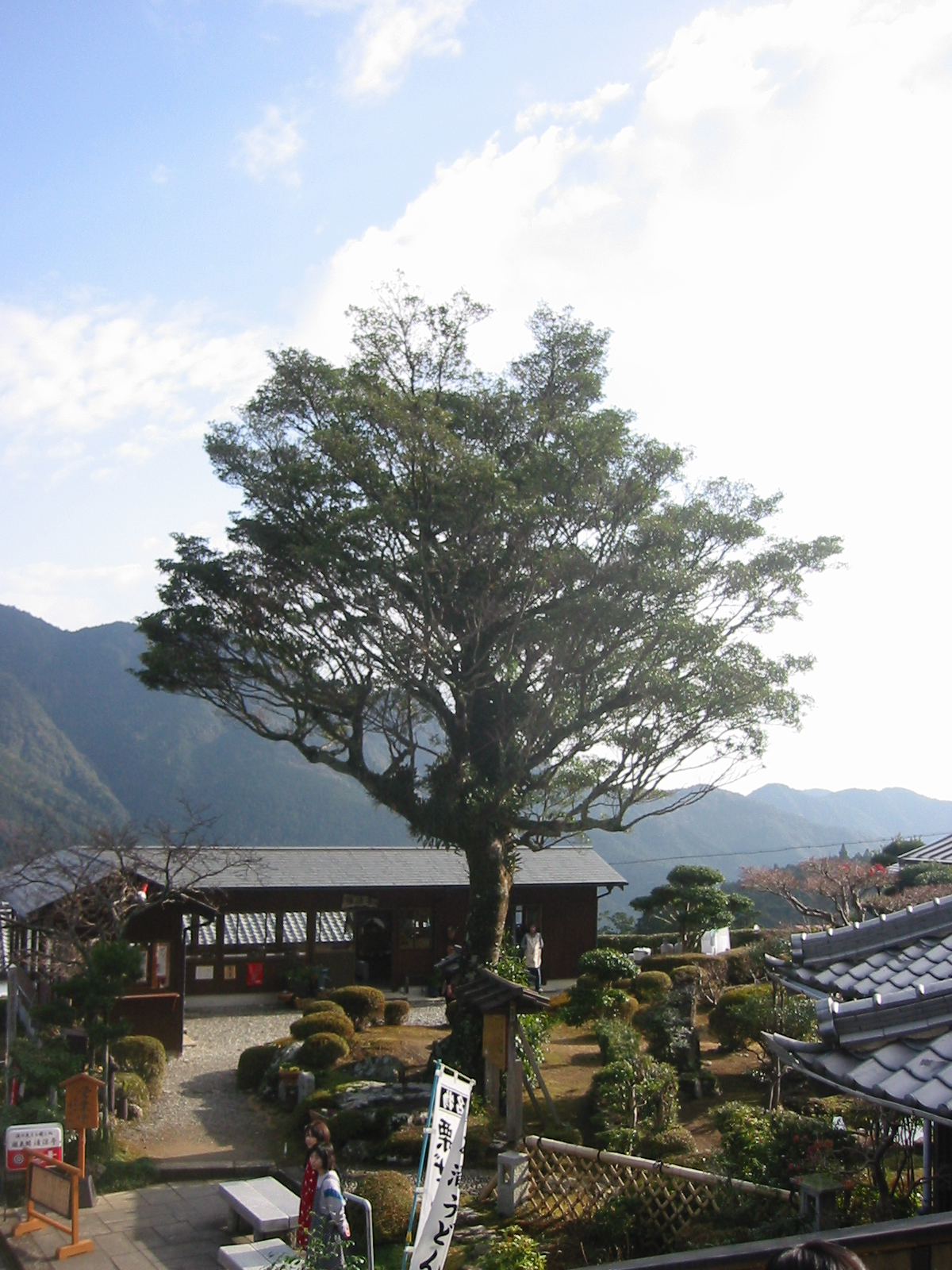
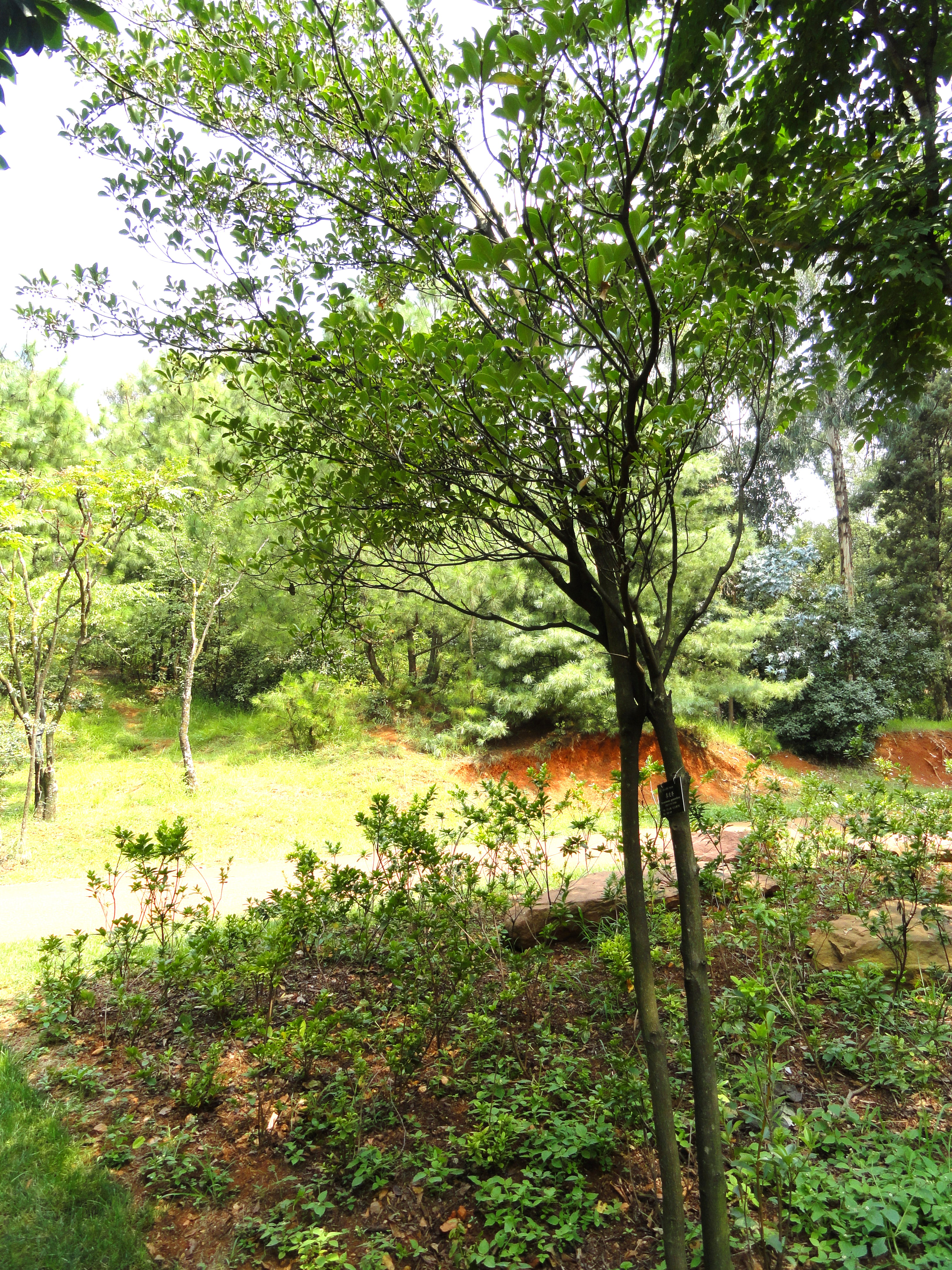
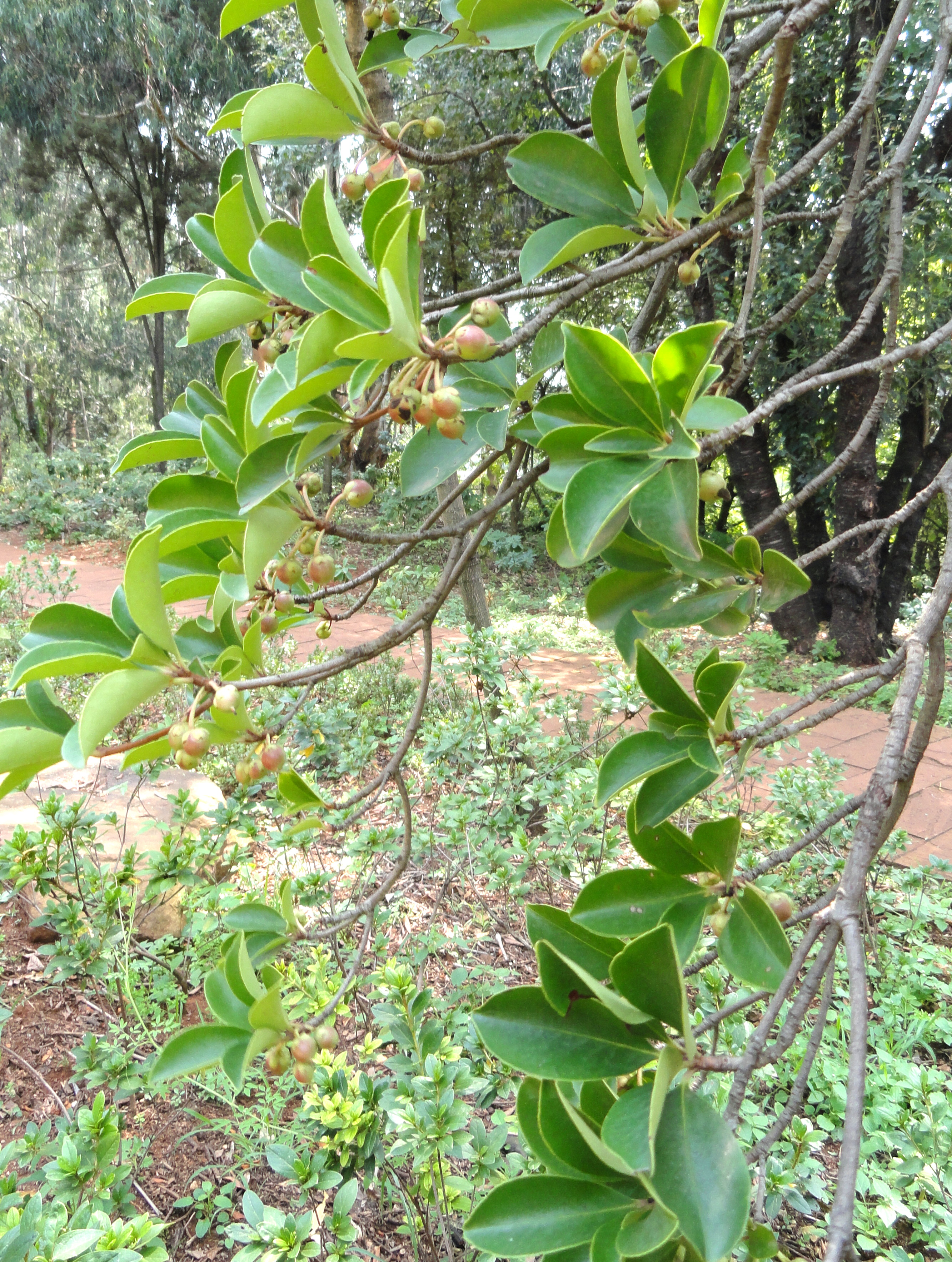
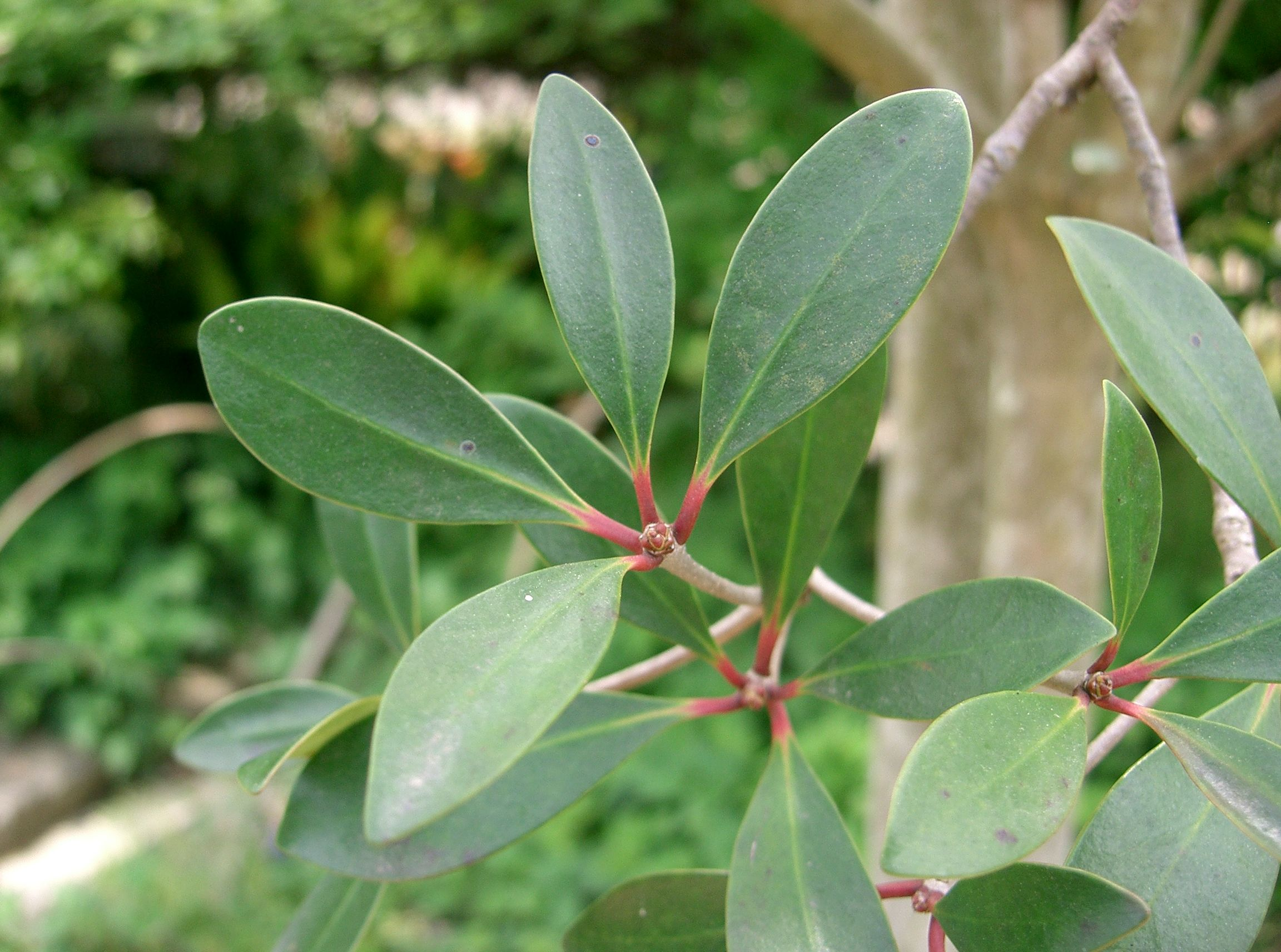